# Église d'Hirvensalmi
L'Église d'Hirvensalmi  (en finnois : Hirvensalmen kirkko) est située au 6 Rue Kirkkotie à Hirvensalmi dans la région de Savonie en Finlande.

## Description
Conçue par l'architecte Josef Stenbäck l'église est construite en 1915. Elle est la troisième de la paroisse, la précédente fut détruite par un incendie le 12 mai 1914.
L'église est construite en granite gris et en briques. La tour est proche du chœur. Au sous-sol se trouve une crypte. L'église offre 850 places assises et a une superficie de 434 m2. 
Le style architectural combine le style romantique national et le style Art nouveau.
J.A. Zachariass a fabriqué en 1916 les orgues pneumatiques à 15 jeux. En 1916, Aukusti Koivisto a peint  la scène du retable qui représente la résurrection du Christ. Les cloches datent de 1937 et de 1938.